# George Brettingham Sowerby II
George Brettingham Sowerby II (* 25. März 1812 in  Lambeth; † 26. Juli 1884 in Wood Green) war ein britischer Naturforscher (Malakologe) und Illustrator.
Sowerby stammte aus einer Familie von Naturforschern, die sich besonders mit illustrierten Werken über Mollusken befassten und setzte das Werk seines Großvaters James Sowerby und seines Vaters George Brettingham Sowerby I fort, wie auch sein eigener Sohn George Brettingham Sowerby III (1843–1921). Um sich von seinem Vater zu unterscheiden, setzte er ein F. L. S. hinter seinen Namen (als Fellow der Linnean Society).
1844 wurde er Fellow der Linnean Society.
1835 heiratete er Margaret Hitchen.

## Schriften
- Thesaurus Conchyliorum. Mehrere Bände, ab 1842 (mit seinem Vater George)
- The Conchological Illustrations. 8 Bände, ab 1831 (mit seinem Vater)
- A Conchological Manual. 1839, 4. Auflage 1852 (mit seinem Vater)
- Thesaurus Conchyliorum. 1842 bis 1887 (mit seinem Vater und seinem Sohn, mit Beiträgen von anderen Wissenschaftlern)
- Popular British Conchology. 1854
- Foraminifera from the Colne … Essex 1856
- Popular History of the Aquarium. 1857
- Illustrated Index of British Shells. 1859 (2. Auflage von seinem Sohn 1887)
- Conchologia Iconica. (begonnen von Lovell Augustus Reeve), 1870 bis 1878
- Malacostraca Podophthalmata Britanniæ. 1875 (begonnen von William Elford Leach)

Er illustrierte auch Hanley Illustrated Catalogues of recent bivalve shells (1842 bis 1856), Forbes, Hanley History of British Mollusca (1848 bis 1852), J. G. Wood Common shells of the sea shore (1865), Jeffrey British Conchology (Band 4,5, 1867, 1869).